# ピーター・オマラ
ピーター・オマラ（Peter O'Mara、1957年1月29日 - ）は、オーストラリア生まれのジャズ・ギタリスト、作曲家、教師である。1981年からドイツまたはオーストリアに拠点を置いている。

## 略歴
オマラは、ジョージ・ ゴーラのギター・アカデミーや、シドニー音楽院、ジェイミー・エーバーソルド、デイヴ・リーブマン、ランディ・ブレッカー、ジョン・スコフィールド、ハル・ギャルパーのジャズ・クリニックで学んだ。
オマラは1976から1981年の間にオーストラリアでプロとしてのキャリアをスタートした。「NSW Jazz Action Society」から贈られた、ジャズ作曲賞の1980年と1982年の受賞者である。最初のアルバム『Peter O'Mara』は1980年にリリースされ、幅広い批評家の称賛を受けた。彼は、海外留学に対して「ドン・バンクス・メモリアル・フェローシップ」を授与された。1981年には、ニューヨークでデイヴ・リーブマン、ジョン・スコフィールド、ローランド・ハナ、ジミー・レイニー、アッティラ・ゾラーの下で勉強していた。
オマラは、1981年後半にドイツのミュンヘンに居を移した。1990年にクラウス・ドルディンガーのバンドであるパスポートに参加して、このグループと何度もヨーロッパをツアーし、南アフリカやブラジルも訪れた。
彼の教育活動には、ヨーロッパ各地で開催する多くのワークショップに加え、オーストリアにおける音楽、演劇、ダンスのためのアントン・ブルックナー私立大学や、ミュンヘン音楽・演劇大学でのジャズ・ギターの教授としての仕事が含まれている。彼はまた、国際的に有名なジャズ出版社「Advance Music」によって出版された4冊の高く評価を受けた書籍の著者でもある。
2012年、オマラは、スタジオ・ミュージシャンとしてヴィブラフォンでティム・コリンズ、ドラムでマティアス・グメリン、コントラバスでヘニング・シーヴェルツを起用したソロ・アルバム『My Time』を発表した。「All About Jazz」のアラン・ブライソンは「上品な抑制、スムース・ジャズに代わる魅力的な代替手段を表すような、時間を経過した後のメロウな音。ムード・ミュージックとしてうまく機能するアルバム（カバー4曲、オリジナル6曲）ですが、相互作用はエネルギッシュかつ複雑であり、ソロは想像力に富み、メロディックで、よく考えられています」とその本質を見出している。

## オマラが協力したミュージシャン
彼は、ヨーロッパのジャズ・シーンで、ケニー・ホイーラー、ヨン・クリステンセン、ジョー・ネイ、マリア・ジョアン、ジョン・マーシャル、パトリック・スケールズ、ジョン・テイラー、ランディ・ブレッカー、チャーリー・マリアーノ、ベニー・ベイリー、ロベン・フォード、マイク・ノック、アルベルト・マンゲルスドルフ、アック・バン・ルーイエン、ジョニー・グリフィン、ウィリー・クア、トニー・ラカトシュ、ティム・コリンズといった多くのミュージシャンと協力してきた。

## 著作
- A Rhythmic Concept for Funk/Fusion Guitar (Advance Music)[2]
- A Modal Concept for Jazz Guitar (Advance Music)
- A Chordal Concept for Jazz Guitar (Advance Music) (1996年)[3]
- A Rhythmic Concept For Jazz Guitar (Advance Music) (2004年)[4]

## ディスコグラフィ

### リーダー・アルバム
- Peter O'Mara (1980年、Battyman) (BAT 2074)[5]
- Avenue U (1990年、Enja) ※with ジョー・ロヴァーノ、ロベルト・ディ・ジョイア、デイヴ・ホランド、アダム・ナスバウム
- Kuranda (1991年、ITM Pacific) ※with ヘニング・シーヴェルツ、トニー・ラッシュ、マイク・ノック
- Stairway (1993年、Enja) ※with トニー・ラカトシュ、ラッセル・フェランテ、アンソニー・ジャクソン、トム・ブレックライン、アレックス・アクーニャ
- Travellers (1994年、SBF) ※with トニー・ラカトシュ、ロベルト・ディ・ジョイア、アンソニー・ジャクソン、アーンスト・シュトローアー、ウォルフガング・ハフナー
- Symmetry (1995年、GLM Edition Collage) ※with ボブ・ミンツァー、マーク・ジョンソン、フォーク・ウィリス
- A-Strain (1996年、SBF) ※with エイドリアン・ミアーズ、パトリック・スケールズ、フォーク・ウィリス
- Heritage (1997年、SBF) ※with グイド・メイ、ビブール・ダルーイッチ
- Too Early For This World (1998年、GLM Edition Collage)
- Back Seat Driver (1999年、Enja) ※with ヨハネス・エンダース
- With-Within-Without (2001年、Acoustic Music)
- Mirage (2003年、Pirouet) ※with アダム・ナスバウム
- YuMag (2008年、Marangani) ※with ミシェル・ホルネック、パトリック・スケールズ、クリスチャン・レットナー
- Acentric (2009年、Marangani) ※with ミシェル・ホルネック、パトリック・スケールズ、クリスチャン・レットナー
- My Time (2012年、Marangani)[1]